# Parkman (Maine)
Pour les articles homonymes, voir Parkman.
Parkman est une ville du Comté de Piscataquis dans l'État du Maine aux États-Unis. Selon le recensement de 2020, sa population est de 747 habitants.